# Vondur
Vondur var ett black metal-band från Sverige bestående av medlemmarna IT (Tony Särkkä) och All (Jim Berger) från bland annat Abruptum. All sångtext på debutskivan Striðsyfirlýsing var skriven på isländska.
På uppföljaren "The Galactic Rock N' Roll Empire" blandade bandet egna låtar på engelska med covers på Judas Priest, Bathory, Mötley Crüe och Elvis Presley.

## Medlemmar
Senaste medlemmar
- It (Tony Särkkä) – basgitarr, gitarr, violin, sång (1993–1998; död 2017)
- All (Jim Håkan Jonaton Berger) – sång (1995–1998)

Bidragande musiker (studio)
- Irata – trummor
- M. Bohlin – synthesizer
- Alexandra Balogh – piano

## Diskografi
Demo
- 1994 – Uppruni vonsku

Studioalbum
- 1995 – Striðsyfirlýsing  (Necropolis Records)

EP
- 1996 – The Galactic Rock N' Roll Empire (Necropolis Records)

Samlingsalbum
- 2011 – No Compromise (Osmose Records)